# Liste des épisodes des Mystérieuses Cités d'or (série télévisée d'animation, 1982)
Pour la série de 2012, voir Liste des épisodes des Mystérieuses Cités d'or (série télévisée d'animation, 2012).
Cet article présente les épisodes de la série télévisée d'animation franco-japonaise Les Mystérieuses Cités d'or (1982). 

## Liste des épisodes
Les titres originaux, traduits directement des titres japonais, sont en premier. Les titres alternatifs (éditions DVD) sont donc cités entre parenthèses.
| No | Titre français                                                        | Titre japonais       | Titre japonais                     | Date de 1re diffusion |
| No | Titre français                                                        | Kanji                | Rōmaji                             | Date de 1re diffusion |
| --- | --------------------------------------------------------------------- | -------------------- | ---------------------------------- | --------------------- |
| 01 | Esteban, fils du soleil                                               | 太陽の子エステバン   | Taiyô no ko Esteban                | 29 juin 1982          |
| En 1532, à Barcelone, en Espagne, un jeune orphelin nommé Esteban commence une aventure vers le Nouveau Monde après avoir rencontré un mystérieux navigateur nommé Mendoza qui prétend l'avoir sauvé d'un navire en perdition alors qu'il était enfant. Le père d'Esteban était perdu, mais Mendoza pense qu'il est peut-être encore en vie et montre à Esteban la pièce manquante d'une amulette solaire qu'Esteban porte toujours comme preuve qu'ils se sont rencontrés auparavant. Mendoza emmène Esteban à bord du voilier Esperanza, et une fois dans la cale, il rencontre une fille inca kidnappée nommée Zia qui possède un médaillon solaire presque identique au sien. |                                                                       |                      |                                    |                       |
| 02 | Vers le diabolique détroit de Magellan (La Traversée de l'Atlantique) | 魔のマゼラン海峡へ   | Ma no Mazelan kaikyô he            | 6 juillet 1982        |
| L'Esperanza traverse l'océan Atlantique et Esteban fait la connaissance de Zia qui lui raconte qu'elle a été enlevée de son village quand elle était très jeune. Aujourd'hui, les Espagnols la ramènent dans l'espoir qu'elle les mènera aux légendaires Cités d'Or. Finalement, les deux enfants sont découverts par Gaspard, le capitaine de la garde, qui pense qu'il s'agit de passagers clandestins. Mendoza défend les enfants, ce qui le met en désaccord avec Gaspard et ses supérieurs, le capitaine Perez et le commandant Gomez. |                                                                       |                      |                                    |                       |
| 03 | L'Effroyable Tornade (De nouveaux héros)                              | 大竜巻の恐怖         | Ô tatsumaki no kyôfu               | 13 juillet 1982       |
| Mendoza utilise ses compétences de navigateur expert pour piloter l'Esperanza à travers le perfide détroit de Magellan, au cours duquel Esteban surprend un complot de Gaspard et Gomez visant à se débarrasser de Mendoza une fois qu'ils auront passé le détroit. Une fois que le navire est dans l'océan Pacifique, Gaspard défie Mendoza en duel, mais le navire rencontre soudainement un typhon et le capitaine Perez plaide pour que Mendoza sauve le navire. |                                                                       |                      |                                    |                       |
| 04 | Dérive dans la mer infernale (Dérive sur la mer infinie)              | 魔の海の漂流         | Ma no umi no hyôryû                | 20 juillet 1982       |
| Battu par le typhon, l'Esperanza se brise et le capitaine Perez et le reste de l'équipage abandonnent le navire, laissant Mendoza, ses deux associés Pedro et Sancho et les enfants se débrouiller seuls. Les cinq construisent un radeau et s'échappent du navire en perdition. À la dérive, Esteban apprend que le père de Zia est un grand prêtre inca qui pourrait peut-être l'aider à retrouver son propre père. Finalement, les naufragés parviennent au rivage d’une île mystérieuse. |                                                                       |                      |                                    |                       |
| 05 | L'Île au bout du monde (L'Enlèvement de Zia)                          | 世界の果ての島       | Sekai no hate no shima             | 27 juillet 1982       |
| En explorant l'île, Pedro et Sancho croisent la route d'un mystérieux personnage à tête de serpent que Zia identifie comme le dieu inca Viracocha. La nuit, le personnage revient et Esteban se rend compte qu'il ne s'agit que d'un homme déguisé et se lance à sa poursuite. Lorsque le personnage rencontre Zia, il l'emmène dans un canoë et Esteban nage après eux. Plus tard, Esteban s'échoue sur une autre île et trouve un village construit dans les branches d'un arbre géant. Là, il trouve Zia et rencontre le mystérieux personnage : un garçon indigène nommé Tao. |                                                                       |                      |                                    |                       |
| 06 | Solaris, le navire géant de l'empire de Mu (Le Vaisseau Solaris)      | ラ・ムーの巨船       | Ra Mû no kyosen                    | 3 août 1982           |
| Esteban et Zia se lient d'amitié avec Tao et son perroquet Pichu. Tao explique qu'il est le dernier du peuple de Mu, une grande civilisation qui existait autrefois sur un continent qui a sombré dans l'océan Pacifique. Avant le cataclysme, ils cachaient leurs connaissances avancées dans les Sept Cités d’Or sur le continent. Lorsque Mendoza et ses hommes arrivent, Tao s'enfuit avec Zia et l'emmène dans un temple caché. Là, Zia traduit un message dans une corde nouée appelée quipu ce qui les mène à la découverte du Solaris, un voilier doré. |                                                                       |                      |                                    |                       |
| 07 | Le Secret du Solaris                                                  | 巨大船の秘密         | Kyodai-sen no himitsu              | 24 août 1982          |
| Une fois à bord du Solaris, Tao utilise son encyclopédie pour comprendre le fonctionnement du navire. Il révèle également son mystérieux vase d'or qui est un autre artefact de son peuple. Une fois en route, l'intérêt de tous est attiré par un étrange cube d'or sous le pont qui n'a aucune ouverture. Bientôt, un galion espagnol apparaît avec le Señor Gomez et le capitaine Gaspard à son bord. Tao et Esteban se précipitent pour comprendre comment fonctionne le cube et Esteban trouve un levier caché qui déploie une voile métallique depuis le pont principal. La voile capte l'énergie du soleil et alimente une série de rames automatisées qui permettent au Solaris de distancer ses poursuivants. |                                                                       |                      |                                    |                       |
| 08 | Le Nouveau Continent (Le Nouveau Monde)                               | はじめての新大陸     | Hajimete no shin tairiku           | 31 août 1982          |
| Esteban et ses amis parviennent enfin sur le continent, mais ils sont bientôt capturés par les Espagnols sous le commandement du gouverneur Francisco Pizarro. Zia est amenée à la forteresse de Pizarro et reçoit l'ordre de traduire un quipu d'or, mais elle refuse de le lire. Mendoza promet de la faire coopérer, et pendant ce temps, Esteban et les autres sont enfermés avec un groupe de prisonniers incas. Mendoza déclenche plus tard un plan d'évasion pour sauver tout le monde en mettant le feu à l'armurerie de Pizarro et en s'éclipsant au milieu de la diversion. |                                                                       |                      |                                    |                       |
| 09 | La Fin du Solaris                                                     | ラ・ムー号の最後     | Ra Mû-gô no saigo                  | 7 septembre 1982      |
| Esteban et les autres s'échappent vers le Solaris, mais Gomez et son galion apparaissent. Tao découvre que la voile solaire peut être utilisée comme une arme et tire un faisceau thermique sur le navire de Gomez, y mettant le feu. Tao utilise le rayon pour chasser les soldats de Pizarro qui attaquent un village voisin, puis débarque à terre pour aider les blessés. Gomez revient bientôt et capture le Solaris, mais propose d'échanger le navire contre Zia. Zia se rend, mais une fois que Gomez l'a récupérée, il ordonne à ses canons de tirer sur le village. Tao se faufile à bord du Solaris et surcharge l'arme solaire qui explose, détruisant à la fois le Solaris et le vaisseau de Gomez. |                                                                       |                      |                                    |                       |
| 10 | Le Secret du temple souterrain                                        | 地下神殿の秘密       | Chika shinden no himitsu           | 14 septembre 1982     |
| Les enfants partent à la recherche de Puna, le village natal de Zia, mais pour y arriver, ils doivent passer par un col bloqué par la forteresse de Pizarro construite au sommet d'un temple souterrain. En se faufilant dans le temple, les enfants trouvent un vieux prêtre nommé Pacha qui les aide à aller plus loin, mais Pizarro leur tend un piège. Pacha révèle une voie d'évacuation secrète à travers une salle d'énigmes qui, une fois résolue, fait fondre un pilier de glace qui fait effondrer le temple et la forteresse de Pizarro. Lors de l'effondrement, les enfants sont séparés de Mendoza et de ses hommes. |                                                                       |                      |                                    |                       |
| 11 | Les Messagers de la région des mystères                               | 魔境からの使者       | Makyô kara no shisha               | 21 septembre 1982     |
| Alors que les enfants continuent vers le village de Zia, ils découvrent qu'ils sont suivis par deux hommes étranges vêtus de peaux de panthère. Arrivés au village de Zia, ils le trouvent abandonné et tombent bientôt sur Gomez, Gaspard et leurs soldats. Là, Gomez menace de jeter Esteban et Tao dans un nid de fourmis légionnaires à moins que Zia ne révèle le message du quipu d'or. Elle cède et leur indique de se rendre au Vieux Pic au nord du village. Les enfants sont finalement secourus par les deux hommes étranges, Wayna et Kecha, qui expliquent que leur grand chef Kraka souhaite les rencontrer. |                                                                       |                      |                                    |                       |
| 12 | Le Secret des pendentifs                                              | ペンダントの秘密     | Pendanto no himitsu                | 28 septembre 1982     |
| Wayna et Kecha emmènent les enfants dans une forteresse appelée le Fort de l'Aigle Noir. Pendant ce temps, Mendoza, Pedro et Sancho arrivent au camp de Gomez et Mendoza propose à Gomez de l'aider à naviguer dans la dangereuse zone interdite. Mendoza conduit les Espagnols jusqu'au fort et Gomez envisage de l'attaquer à la tombée de la nuit. Mendoza informe secrètement Esteban du plan et Tao construit une fusée géante qui illumine le ciel nocturne et aide les Incas à chasser les envahisseurs. Le lendemain matin, Wayna emmène les enfants à la Cité du Vieux Pic où ils rencontrent le chef Kraka qui identifie les médaillons que portent les enfants comme clés des portes des Cités d'or. |                                                                       |                      |                                    |                       |
| 13 | Le Mystère des parents d’Esteban                                      | 父と母との伝説       | Chichi to haha no densetsu         | 5 octobre 1982        |
| Dans la Cité du Vieux Pic, Tao découvre un dessin avec un symbole solaire similaire aux médaillons d'Esteban et Zia. Le chef Kraka suggère aux enfants de parler à Myuca, un vieil homme vivant au Machu Picchu qui en sait plus sur les artefacts. Lorsqu'ils se rencontrent, Myuca raconte à Esteban l'histoire d'un homme blanc venu de l'océan de l'ouest et ayant épousé une prêtresse inca. Ils ont eu un enfant ensemble, mais le dieu solaire Inti en a été irrité et a plongé la terre dans les ténèbres. Les villageois sacrifièrent la prêtresse et bannirent l'homme et son enfant à la mer. Esteban se demande si l'histoire concerne ses parents. |                                                                       |                      |                                    |                       |
| 14 | Les Deux Pendentifs (Le Médaillon d'Esteban)                          | 2つのペンダント      | Futatsu no pendanto                | 12 octobre 1982       |
| Tao comprend que le dessin indique le chemin vers la première Cité d'or, mais avant de pouvoir s'y rendre, Esteban doit reprendre le symbole du soleil sur son médaillon que possède Mendoza. À l'extérieur du Fort de l'Aigle Noir, Gomez renforce ses hommes avec un canon qui détruira sûrement le fort, mais Mendoza le vole et le donne à l'Inca en guise d'offrande de paix. Cependant, le plan se retourne contre lui et Mendoza, Pedro et Sancho sont condamnés à être exécutés. Esteban arrive à la dernière seconde et demande à l'Inca d'épargner Mendoza car il est venu pour lui rendre le symbole solaire d'Esteban. Mendoza le remet à contrecœur et Esteban reconstitue son médaillon. |                                                                       |                      |                                    |                       |
| 15 | La Dernière Évasion (Le Souterrain secret)                            | 最後の脱出           | Saigo no dasshutsu                 | 26 octobre 1982       |
| L'armée de Gomez attaque le Fort de l'Aigle Noir et Mendoza utilise le canon volé contre eux, mais sachant que Mendoza dispose d'une réserve de munitions limitée, Gomez poursuit son assaut. Tao fabrique un ensemble de grenades à main de fortune à partir de pots en argile avec les restes de poudre à canon et gagne du temps pour planifier une évasion. Finalement, les Incas sont obligés d'abandonner le fort et les enfants se faufilent par une grotte secrète. Les soldats de Gaspard les repèrent et les poursuivent, mais les enfants leur échappent en nageant dans une grotte sous-marine. |                                                                       |                      |                                    |                       |
| 16 | L'Attaque des géants Urubus (Les Urubus)                              | 巨人族の襲撃         | Kyojin zoku no shingeki            | 9 novembre 1982       |
| Les enfants retrouvent Mendoza et partent à la recherche de la première Cité d'Or, mais ils sont attaqués par une tribu hostile d'hommes géants appelés les Urubus. Après s'être échappés, ils trouvent une fille blessée nommée Lana, qui les emmène dans son village qui flotte sur une île de roseaux sur les eaux du lac Titicaca. Bientôt, le village est attaqué par les Urubus qui veulent sacrifier Lana à leur divinité, la déesse de la Terre Pachamama. Tao fabrique un sous-marin à partir de deux canoës en roseau et attaque les radeaux des Urubus. Les Urubus s'enfuient, mais leur chef, Koruka, est capturé. Koruka conclut un accord pour ne plus jamais attaquer le village et fournit un indice pour atteindre la Cité d'Or – un endroit où Pachamama monterait la garde. |                                                                       |                      |                                    |                       |
| 17 | Le Grand Condor                                                       | 黄金の大コンドル     | Ôgon no dai kondoru                | 16 novembre 1982      |
| En route vers la montagne de Pachamama, les aventuriers pénètrent dans un désert où ils rencontrent à nouveau Koruka. Il explique qu'il a été banni de sa tribu pour avoir échoué dans l'attaque du village et il les prévient que son peuple prépare sa vengeance. Il leur dit de se cacher dans la Vallée des Morts – un endroit où son peuple a peur d'aller. Lorsque les Urubus les trouvent, ils s'enfuient dans la vallée bordée de dangereuses cheminées volcaniques qui couvrent leur fuite. Finalement, la lumière du soleil couchant les conduit à une statue de Pachamama, et en plaçant les médaillons d'Esteban et Zia sur la poitrine de la déesse ils déclenchent l'ouverture d'un mur qui révèle la première Cité d'Or. L'or n'est qu'une illusion créée par la lueur du soleil couchant sur une pierre ordinaire, mais les enfants découvrent un autre trésor : un énorme condor doré caché à l'intérieur d'un grand temple. |                                                                       |                      |                                    |                       |
| 18 | Le Premier Vol du Grand Condor                                        | 大コンドルの秘密     | Dai kondoru no himitsu             | 23 novembre 1982      |
| Les enfants examinent le condor doré et Pichu trouve un quipu coincé dans son bec. Zia le traduit en disant qu'un danger menaçait la ville et que les gens se sont enfuis au pays des Mayas. Après une série de tremblements de terre, Mendoza se rend compte que la ville est construite au sommet d'un volcan qui semble prêt à entrer en éruption. Tao pense que le condor est un véhicule construit par le peuple de Mu, comme le Solaris, qui peut les aider à s'échapper, et lorsque le volcan entre en éruption, le condor est projeté dans le ciel. Quelques secondes avant de s'écraser, Esteban utilise le disque solaire trouvé dans le temple pour activer les commandes et l'incroyable condor prend son envol. |                                                                       |                      |                                    |                       |
| 19 | Le Secret du Grand Condor (Le Plateau de Nazca)                       | 奪われた大コンドル   | Ubawareta dai kondoru              | 30 novembre 1982      |
| Le condor suit le soleil couchant et traverse le singulier plateau de Nazca, couvert de géoglyphes, dessins massifs visibles uniquement depuis les airs. Lorsque le soleil se couche, le condor s'éteint et atterrit au milieu d'un dessin de condor. A proximité, des soldats espagnols repèrent l'oiseau doré et en informent le gouverneur Pizarro. Le lendemain matin, les enfants examinent les lignes de Nazca tandis que Pedro et Sancho manipulent le condor et découvrent un manche de commande en forme de cobra capable de diriger manuellement l'oiseau. Bientôt, Pizarro arrive et capture tout le monde. Il exige alors qu'Esteban fasse une démonstration du condor. Mendoza dit à Esteban d'accepter l'idée, seulement pour profiter de l'occasion pour s'échapper. |                                                                       |                      |                                    |                       |
| 20 | Le Canon des Espagnols                                                | 新たなる旅立ち       | Aratanaru tabidachi                | 7 décembre 1982       |
| À bord du Grand Condor, les enfants retournent à la cité du Vieux Pic pour parler au chef Kraka du pays des Mayas. En chemin, ils aperçoivent l'armée de Gomez déplaçant son canon sur un pont en bois. Esteban plonge deux fois, provoquant un souffle qui abat le pont. Le canon se perd donc dans la rivière. Les forces de Gomez parviennent à une cascade, qui cache une entrée secrète de la ville, et utilisent de la poudre à canon pour l'ouvrir. L'explosion, cependant, provoque l'effondrement de la cascade, ce qui emporte le reste des hommes de Gomez. Les enfants atterrissent sur la ville où le sage Myuca leur dit de trouver le Papacamayo de Puna, un prêtre qui s'est rendu au pays des Mayas à la recherche d'une fontaine sacrée. Zia se rend compte que l'homme dont parle Myuca est son père. |                                                                       |                      |                                    |                       |
| 21 | Les Amazones                                                          | 緑の魔境アマゾネス   | Midori no makyô Amazones           | 14 décembre 1982      |
| Alors que le condor survole le fleuve Amazone, une tempête apparaît et coupe la lumière du soleil, provoquant une perte de puissance de l'oiseau et son écrasement dans la jungle. Les aventuriers rencontrent une tribu de femmes guerrières qui les font prisonniers. Ils sont amenés devant la prêtresse Amoro qui exige qu'ils soient sacrifiés afin d'apaiser le dieu de la pluie. Mendoza explique qu'Esteban peut ordonner au soleil de se montrer et que s'il réussit, leurs vies devraient être épargnées. Accablé, Esteban tente de commander le soleil, mais la tempête s'intensifie. Alors qu'Amoro donne l'ordre de les tuer, le nuage se dissipe soudainement et le soleil apparaît exactement comme Esteban l'avait demandé. |                                                                       |                      |                                    |                       |
| 22 | Le Miroir de la Lune                                                  | 太陽の子と雨神の魔女 | Taiyô no ko to ame no kami no majo | 21 décembre 1982      |
| La reine des Amazones félicite Esteban d'avoir fait réapparaitre le soleil, mais Amoro exige toujours un sacrifice et choisit une jeune servante nommée Morka. Les enfants apprennent qu'Amoro utilise un « masque de pluie » sacré pour prédire les tempêtes, mais Tao découvre que l'appareil est en réalité un baromètre fabriqué avec les connaissances du peuple de Mu. Tao sabote le masque, ce qui amène Amoro à faire une fausse prédiction selon laquelle une grande tempête va arriver. Comme la tempête n'arrive pas, Amoro fuit le village en disgrâce. Cherchant à se venger, Amoro revient avec une tribu hostile d'Indiens venant de l'amont de la rivière. Esteban propose d'utiliser le « Miroir de la Lune » de la Reine pour réfléchir la lumière du soleil sur le condor et lui donner de l'énergie. Il fait ensuite voler l'oiseau qui effraie les indigènes hostiles. |                                                                       |                      |                                    |                       |
| 23 | La Colère du dieu maya (Le Masque de Jade)                            | マヤの神の怒り       | Maya no kami no ikari              | 11 janvier 1983       |
| Alors qu'il continue vers le pays des Mayas, le condor tombe en panne et atterrit au fond d’un puits où un escalier caché mène à une ville antique. Les ruines sont abandonnées, mais Tao trouve une statue d'un mystérieux serpent ailé. L'écriture sur la statue conduit Tao dans une pièce bordée de hiéroglyphes et d'un masque de jade. Il essaie de lire l'écriture qui dit que le serpent ailé est un dieu maya qui a construit une grande fournaise. Mendoza se demande si le four servait à faire fondre l'or. Lorsque Pedro et Sancho tentent de voler le masque de jade, ils activent involontairement un piège de blocs écrasants dont le groupe échappe de peu. |                                                                       |                      |                                    |                       |
| 24 | Le Secret du masque de jade (Le Manuscrit)                            | ヒスイ仮面の秘密     | Hisui kamen no himitsu             | 18 janvier 1983       |
| Les enfants retournent le lendemain matin dans la pièce avec les hiéroglyphes et Tao trouve une écriture cachée dans les yeux du masque de jade qui les conduit à une chambre funéraire secrète. En ouvrant le sarcophage à l'intérieur, ils découvrent qu'il ne contient qu'un morceau déchiré de manuscrit écrit par le dieu serpent. De retour en ville, les enfants découvrent que Mendoza, Pedro et Sancho ont été faits prisonniers par un explorateur espagnol sans scrupules nommé Dr Fernando Laguerra et son assistante Marinché. Marinché prend le vase d'or de Tao et le fragment manuscrit dont elle possède l'autre moitié. Avec l'aide de Pichu, Tao reprend son vase et les enfants s'échappent mais se retrouvent à nouveau séparés de Mendoza. |                                                                       |                      |                                    |                       |
| 25 | Le Mystère de la fontaine sacrée (Le Lac d'or)                        | 黄金人間の祭り       | Ôgon ningen no matsuri             | 25 janvier 1983       |
| Les enfants trouvent un lac alimenté par une fontaine ornée et Zia se demande si c'est celui que cherchait son père. Le fond du lac recèle des trésors d'or, et lorsqu'Esteban tente d'en repêcher, une foule en colère arrive, les accusant de sacrilège. Les enfants sont capturés et enfermés dans un temple où ils seront sacrifiés le lendemain. Pendant ce temps, le Docteur et Marinché complotent pour empoisonner l'approvisionnement en eau des villageois et voler les trésors, mais Mendoza et ses hommes détruisent une digue afin d'inonder le village. Les enfants s'échappent du temple inondé sur un bateau et Pichu parvient à récupérer le précieux manuscrit de Tao. |                                                                       |                      |                                    |                       |
| 26 | Le Marais du dieu de la pluie (Les Marécages)                         | 秘境 雨の神の沼      | Hikyô ame no kami no numa          | 15 février 1983       |
| En suivant le manuscrit du Dieu Serpent, les enfants continuent leur recherche des cités d'or, mais le maléfique Docteur, Marinché et leur brute Tétéola ne sont pas loin derrière. Lorsqu'ils entrent dans un ravin rocheux, le groupe du Docteur est attaqué par un aigle géant et tombe dans un ravin. Mendoza arrive et trouve le Docteur et ses collègues piégés. Esteban insiste pour les aider à sortir. Ensuite, tout le monde arrive dans une prairie que le manuscrit dit devoir traverser. Marinché prétend être trop épuisée pour continuer et reste sur place. En réalité, elle sait que les aventuriers entrent dans un dangereux marais infesté d'alligators. |                                                                       |                      |                                    |                       |
| 27 | Le Déchiffrage des manuscrits (La Porte de la nuit)                   | 解けた写本の謎       | Toketa sha hon no nazo             | 22 février 1983       |
| Sortis vivants du marais, les aventuriers découvrent une paroi rocheuse où les vents hurlent à travers une étroite fissure. En se faufilant, ils arrivent à une grotte qui mène à la deuxième ville cachée qui, selon Tao, a été construite par le Dieu Serpent. Alors que le groupe explore un bâtiment, Zia est capturée par le Docteur et Marinché qui forcent ensuite Tao à traduire les écrits trouvés sur une statue de jaguar. L'écriture indique d'envoyer de la lumière du soleil sur la statue, ce qui ouvre un passage secret vers une pièce contenant une idole tenant un deuxième manuscrit. Lorsque le Docteur avide se dirige vers l'idole, le sol s'enfonce et il reste coincé au fond. Tao pousse également Marinché pour qu'elle rejoigne son associé. Après avoir lu le deuxième manuscrit, Tao apprend qu'il existe une troisième ville cachée au-delà d'une forêt de statues. |                                                                       |                      |                                    |                       |
| 28 | La Forêt des statues de pierre (La Forêt de statues)                  | 秘密の土偶の森       | Himitsu no dogû no mori            | 1er mars 1983         |
| À la recherche de la forêt de statues, les aventuriers fabriquent un radeau et descendent une rivière qui se termine par une dangereuse cascade. Survivant à la chute, ils trouvent la forêt de statues et une grotte cachée derrière la cascade qui mène à la troisième ville du Dieu Serpent. À l’intérieur, Tao traduit les hiéroglyphes, mais leur sens est incompréhensible. Esteban remarque cependant que les manuscrits mouillés de Tao révèlent désormais des symboles cachés qui indiquent un autre message : une ville d'or se trouve au-delà d'une montagne appelée le Bouclier Fumant. |                                                                       |                      |                                    |                       |
| 29 | La Base des Olmèques (Le Bouclier fumant)                             | 謎のオルメカ人基地   | Nazo no Orumeka jin kichi          | 8 mars 1983           |
| Les aventuriers trouvent le Bouclier Fumant, une montagne qui émet un faisceau d'énergie et fait briller le vase d'or de Tao, et à l'intérieur ils trouvent une race d'humanoïdes ressemblant à des gobelins qui exploitent la puissance d'un cristal géant doté d'une technologie de pointe. Bientôt, les enfants reçoivent l'ordre de se rendre par une voix qui s'identifie comme le « Dieu des Olmèques » et les assomme avec des explosions d'énergie. Ils se réveillent plus tard dans un laboratoire entouré de créatures et rencontrent leur chef Ménator, qui veut utiliser les cellules des enfants pour ralentir le processus de vieillissement de son peuple. Mendoza vient à leur secours et, après avoir fui la montagne, ils arrivent à une falaise surplombant la vallée. Là, Mendoza voit toutes les villes qu'ils ont visitées et se rend compte qu'ils ont tourné en rond, mais il pense que cela signifie que les Cités d'Or doivent être à proximité.                                                                                            |                                                                       |                      |                                    |                       |
| 30 | L’Évasion                                                             | 決死の大脱走作戦     | Kesshi no dai dassô sakusen        | 15 mars 1983          |
| Les Olmèques capturent à nouveau Esteban et ses amis, et Calmèque, le commandant olmèque, amène les enfants devant Ménator. Lorsqu'une esclave nommée Maïna apporte le vase de Tao, Ménator demande à savoir comment l'ouvrir, mais Tao ne le sait pas. Ensuite, Mendoza, Pedro et Sancho sont mis au travail dans une fosse d'épuration tandis que les enfants sont placés en salle d'opération. Mendoza parvient à maîtriser leur garde et avec l'aide de Maïna, il sabote la machine à cristal des Olmèques. Pendant le chaos, il libère les enfants des chambres de congélation et ils finissent par retrouver Maïna, qui leur montre comment s'échapper de la montagne. |                                                                       |                      |                                    |                       |
| 31 | Le Village du nouveau soleil                                          | 新しい太陽の村       | Atarashî taiyô no mura             | 5 avril 1983          |
| Pourchassé par les Olmèques, le groupe risque à nouveau d'être capturé, mais les Olmèques sont chassés par une bande de Mayas dirigée par Viracocha, le fiancé de Maïna. Les Mayas les emmènent au Village du Nouveau Soleil où ils sont traités avec suspicion et enfermés dans une cabane. A la base olmèque, trois nouveaux prisonniers sont amenés à Ménator ; Le Dr Laguerra, Marinché et Tétéola, qui proposent de retrouver le Condor doré s'ils sont libérés. Pendant ce temps, Maïna parle à son père, le chef du village, de la fille inca Zia et il se rend compte qu'elle est sa fille qui a été emmenée par les Espagnols il y a des années. Maïna court informer Zia, mais il est trop tard car les enfants s'enfuient après avoir appris que les Olmèques ont trouvé le Grand Condor. |                                                                       |                      |                                    |                       |
| 32 | Le Retour du Grand Condor (L'Attaque des Olmèques)                    | コンドル奪回作戦     | Kondoru dakkai sakusen             | 12 avril 1983         |
| Les Olmèques lancent une attaque contre les Mayas et Mendoza rencontre Papacamayo (le père de Zia) pour lui apporter son aide. Pendant ce temps, les enfants tombent sur deux vieilles connaissances ; Gaspard et Gomez. Les deux ne montrent pas d'hostilité et prétendent qu'ils ne travaillent plus pour Pizarro. Interrogé sur Mendoza, Esteban ment et dit que les Olmèques l'ont tué. Les deux hommes sont étonnamment attristés par la nouvelle, affirmant que Mendoza était un rival honorable, et ils acceptent également d'aider les enfants à sauver le Condor des Olmèques. Les enfants atteignent le Condor et, avec l'aide de Gomez et Gaspard, ils parviennent à décoller. Les deux hommes tentent de s'accrocher à l'aile mais ils tombent et atterrissent dans un arbre. Esteban plonge sur les Olmèques qui s'enfuient mais Papacamayo est mortellement blessé. |                                                                       |                      |                                    |                       |
| 33 | La Révolte des Mayas (Les Retrouvailles de Zia et de son père)        | 立ち上がったマヤの民 | Tachiagatta Maya no tami           | 19 avril 1983         |
| Les enfants débarquent du Condor et retrouvent leurs amis, mais Zia apprend que Papacamayo a été mortellement blessé et elle se rend vers lui. Sur son lit de mort, il raconte l'histoire de Pizarro envahissant son village et offrant sa petite fille Zia en cadeau à la princesse espagnole. Il révèle également où trouver les cités d'or ; à l'intersection des deux diagonales du carré formé par les trois cités du Dieu Serpent et la Montagne du Bouclier Fumant. Il prévient également qu'il existe un grand trésor qui ne doit pas tomber entre les mains des Olmèques car ils pourraient l'utiliser pour détruire le monde. Au même moment, Viracocha cherche l'aide d'autres villages mayas pour former une armée contre les Olmèques. |                                                                       |                      |                                    |                       |
| 34 | La Grande Bataille (Le Soulèvement des mayas)                         | オルメカ基地総攻撃   | Orumeka kichi sô kôgeki            | 26 avril 1983         |
| Les Mayas continuent de combattre les Olmèques et les enfants fixent des paniers remplis de pierres au Condor pour les jeter sur leurs ennemis. Gomez et Gaspard arrivent au village et tentent de prendre le contrôle du Condor, mais les femmes du village les maîtrisent. Pendant ce temps, Mendoza aide les Mayas à construire des tours de siège de style européen et mène la charge au pied de la montagne des Olmèques. Les enfants décollent à bord du Condor, Gaspard et Gomez s'y accrochent mais ils retombent lorsque le Condor lâche son chargement de pierres. Les Olmèques survivants battent en retraite et les Mayas prennent d'assaut la base mais Ménator leur tend un piège. |                                                                       |                      |                                    |                       |
| 35 | Le Secret de la base des Olmèques (La Machine volante des Olmèques)   | オルメカ基地の秘密   | Orumeka kichi no himitsu           | 10 mai 1983           |
| Après l'atterrissage du Condor, les enfants sont à nouveau confrontés à Gaspard et Gomez. Croyant que les secrets des Cités d'or résident dans la base olmèque, ils obligent les enfants à les faire entrer à l'intérieur. Une fois sur place, le groupe rencontre Ménator qui les conduit dans un piège mais bientôt Mendoza arrive et chasse les gardes. Pendant la bagarre, Calmèque enlève Zia et Ménator menace de la tuer à moins qu'Esteban ne révèle l'emplacement des Cités d'Or. Esteban le lui dit à contrecœur mais Ménator ne libère pas Zia, il s'échappe dans une énorme machine volante et toute la base commence à s'effondrer. Le Docteur, Marinché et Tétéola sont ensevelis. |                                                                       |                      |                                    |                       |
| 36 | La Machine des Olmèques (Duel aérien)                                 | 巨大兵器との戦い     | Kyodai heiki to no tatakai         | 17 mai 1983           |
| Ménator a emmené Zia à bord de sa machine volante et cible les guerriers mayas avec un rayon thermique. Esteban, Tao et Mendoza prennent leur envol à bord du Condor et le poursuivent. Alors qu'ils se rapprochent, Esteban aperçoit une écoutille au-dessus de l'engin olmèque et fait un bond héroïque vers celle-ci. Tao le suit, laissant Mendoza seul piloter le Condor qui finit par s'écraser dans la jungle. Ménator ordonne à son vaisseau d'atterrir et ses hommes se précipitent à la recherche de survivants sur le Condor, donnant à Esteban et Tao une chance de se glisser à l'intérieur et de maîtriser les pilotes olmèques. Tao comprend les commandes et pilote la machine pendant qu'Esteban tente de sauver Zia. Une fois au-dessus d'un lac, Esteban brise une vitre et lui et Zia sautent dans l'eau pour s'échapper. |                                                                       |                      |                                    |                       |
| 37 | Aux portes de la cité d'or                                            | 扉を開く黄金都市     | Tobira o hiraku ôgon toshi         | 24 mai 1983           |
| Esteban et Zia nagent jusqu'à une île au milieu du lac. Ils sont retrouvés par un mystérieux grand prêtre portant un masque d'or qui prétend que la prophétie prédisait leur venue, car ils portent les médaillons du soleil – les clés des Cités d'Or. Bientôt, les Olmèques arrivent et menacent de tuer Tao s'ils ne sont pas autorisés à entrer dans la cité. Le prêtre explique que les villes ont été construites sous terre afin de sauvegarder le savoir du peuple de Mu, car une guerre a eu lieu il y a des milliers d'années entre eux et le peuple de l'Atlantide. Les deux empires maitrisait l'utilisation de l'énergie solaire, mais pour des raisons oubliées depuis longtemps, ils sont entrés en guerre et se sont détruits à l’aide de puissantes armes solaires. Calmèque prétend que les secrets des villes sont nécessaires pour sauver son peuple, mais Esteban décide d'ouvrir les portes pour sauver la vie de Tao. Lui et Zia placent leurs médaillons sur les portes qui s'ouvrent enfin, révélant une immense Cité d'Or.                  |                                                                       |                      |                                    |                       |
| 38 | Le Grand Héritage                                                     | 黄金都市の危機       | Ôgon toshi no kiki                 | 31 mai 1983           |
| Pour ouvrir les portes de la cité d'or, Ménator divise sa machine volante en plusieurs parties. Lorsqu'une brèche est ouverte, Mendoza se précipite à l'intérieur, capture Calmèque et libére Tao mais une fois les portes détruites, la machine de Ménator entre et se reforme. Calmèque s'éclipse et court chercher le Grand Héritage dans le temple, il est arrêté par le prêtre qui accepte de lui donner mais seulement pour une utilisation pacifique. Calmèque fait mine d'accepter mais quand le prêtre s'approche, il le poignarde en prétendant que les Olmèques prennent ce qu'ils veulent. Calmèque trouve l'unité solaire et remarque qu'il manque un composant qui ressemble au vase en or de Tao. Lorsque Calmèque retire l'unité, il déclenche un système de sécurité qui ouvre le dôme de la ville. Un cercle de panneaux solaires est déployé, il concentre les faisceaux de chaleur du temple sur la machine olmèque et la détruit. Ménator blessé et Calmèque fuient avec l'unité solaire. Esteban et ses amis viennent en aide au prêtre blessé. |                                                                       |                      |                                    |                       |
| 39 | Vers de nouvelles aventures (La Fin des cités d'or)                   | 新たなる冒険へ       | Aratanaru bôken he                 | 7 juin 1983           |
| Calmèque aide Ménator à retourner à la base olmèque, il connecte le Grand Héritage au réacteur olmèque et le démarre. L'appareil surchauffe rapidement et provoque l'effondrement de la base qui emporte Calmèque et Ménator. Des tremblements de terre secouent la Cité d'Or et le grand prêtre prévient que le réacteur doit être arrêté, sinon il s'enfoncera dans la Terre. Pour l'arrêter, le vase d'or de Tao doit y être inséré. Les enfants partent avec le prêtre à la montagne. Mendoza apprend entre-temps que le grand prêtre est le père d'Esteban. Arrivé à la montagne, le prêtre continue seul, il trouve le réacteur et y insère le vase ce qui arrête enfin la machine, le sort du prêtre est inconnu. La Cité d'Or est détruite mais les enfants ont toujours le Condor d'Or. Esteban, Zia et Tao décident de s'envoler vers l'ouest pour partir à l'aventure dans l'océan Pacifique. Mendoza promet de revoir un jour Esteban dans la taverne de Barcelone où ils se sont rencontrés pour la première fois.                                       |                                                                       |                      |                                    |                       |

## Liste des documentaires
| №  | Titre                                      | Documentaire                                                                                         |
| -- | ------------------------------------------ | --- |
| 1  | Esteban, fils du soleil                    | Origine de la véritable légende des Cités d'or                                                       |
| 2  | Vers le diabolique detroit de Magellan     | Le voyage de Christophe Colomb pour une nouvelle route maritime vers l'Inde                          |
| 3  | L'effroyable tornade                       | Le Détroit de Magellan                                                                               |
| 4  | Dérive sur la mer infernale                | Les périls de la voile et le Feu de Saint-Elme                                                       |
| 5  | L'île au bout du monde                     | Les îles Galápagos                                                                                   |
| 6  | Solaris, le navire géant de l'Empire de Mu | Le royaume perdu de Mu                                                                               |
| 7  | Le secret du Solaris                       | Canal de Panama, fort au Panama et piraterie dans les Caraïbes                                       |
| 8  | Le nouveau continent                       | La conquête espagnole de l’Empire Inca                                                               |
| 9  | La fin du Solaris                          | Cordillère des Andes, premier peuplement de l'Amérique, chemins incas et quipu                       |
| 10 | Le secret du temps souterrain              | L'architecture Inca                                                                                  |
| 11 | Les messagers de la région des mystères    | Les fêtes d'origine Inca de nos jours au Pérou                                                       |
| 12 | Le secret des pendentifs                   | Le Machu Picchu                                                                                      |
| 13 | Le mystère des parents d'Esteban           | La Musique andine                                                                                    |
| 14 | Les deux pendentifs                        | Tombes incas, trésors enfouis et leur symbolisme                                                     |
| 15 | La dernière évasion                        | Religion des Incas et plantes du Nouveau Monde                                                       |
| 16 | L'attaque des géants Urubus                | Le lac Titicaca                                                                                      |
| 17 | Le grand condor d'or                       | Condor et géographie des Andes                                                                       |
| 18 | Le premier vol du Grand Condor             | Géographie et monuments antiques d'Amérique du Sud                                                   |
| 19 | Le secret du Grand Condor                  | Les géoglyphes de Nazca                                                                              |
| 20 | Un nouveau voyage                          | La fièvre de l'or dans le Brésil actuel                                                              |
| 21 | Les Amazones                               | Le fleuve Amazone                                                                                    |
| 22 | La sorcière de la jungle                   | Les tribus de la région amazonienne et leur mode de vie                                              |
| 23 | La colère du dieu maya                     | La civilisation Maya – comparaison du style de construction maya à celui des Incas                   |
| 24 | Le secret du masque de jade                | Les Mayas d'aujourd'hui au Guatemala                                                                 |
| 25 | Le mystère de la fontaine sacrée           | Les sacrifices humains dans la culture Maya                                                          |
| 26 | Le marais du dieu de la pluie              | Les rituels païens et croyances mayas persistant dans les temps modernes                             |
| 27 | Le déchiffrage des manuscrits              | La cité maya de Tikal                                                                                |
| 28 | La forêt des statues de pierre             | Astronomie et mathématiques mayas                                                                    |
| 29 | La base des Olmèques                       | Le Lac Atitlan                                                                                       |
| 30 | L'évasion                                  | Pêche au Michoacan et fête mexicaine du Jour des Morts                                               |
| 31 | Le village du nouveau soleil               | Représentation d'un sacrifice païen dans le sud du Mexique rural                                     |
| 32 | Le retour du Grand Condor                  | Histoire de la ville de Guatemala                                                                    |
| 33 | La révolte des Mayas                       | Le style vestimentaire traditionnel et la fabrication de masques dans les zones rurales du Guatemala |
| 34 | La grande bataille                         | Histoire de la ville de Mexico                                                                       |
| 35 | Le secret de la base des Olmèques          | Sites de Mexico                                                                                      |
| 36 | La machine des Olmèques                    | Pyramides & temples aztèques et sacrifices humains dans la culture Aztèque                           |
| 37 | Aux portes de la cité d'or                 | La soumission des Aztèques par Hernán Cortés.                                                        |
| 38 | Le grand héritage                          | La conversion au catholicisme des populations précolombiennes et du peuple japonais                  |
| 39 | Vers de nouvelles aventures                | Les explorateurs européens en Amérique du Sud                                                        |